# Bodhi Linux
Bodhi Linux és una distribució de Linux lleugera i ràpida basada en Ubuntu. Empra Moksha Desktop com a entorn d'escriptori, que fou una bifurcació d'Enlightenment. La filosofia de la distribució és proporcionar una base mínima, que els usuaris puguin completar instal·lant el programari que desitgin.